# Fujiwara Soya
Soya Fujiwara (sinh ngày 9 tháng 9 năm 1995) là một cầu thủ bóng đá người Nhật Bản.

## Sự nghiệp câu lạc bộ
Soya Fujiwara đã từng chơi cho Giravanz Kitakyushu.